# Personalidad tendente a la fantasía
La personalidad propensa o tendente a la fantasía es aquella en la que la persona experimenta una involucración y un desarrollo extenso y profundo de la fantasía. Un individuo con estas características (llamado "fantasioso") puede tener dificultades a la hora de diferenciar la fantasía de la realidad, pudiendo experimentar alucinaciones, experiencias extracorporales o  síntomas psicosomáticos, autosugeridos.

## Características
Una personalidad de estas características pasa una gran parte de su tiempo fantaseando, teniendo fantasías vívidas, experiencias paranormales y tener intensas experiencias religiosas, disociaciones o sexuales. Estas personas tienden a mezclar la fantasía con la memoria real.
Las investigaciones muestran como esta personalidad se suele desarrollar a partir de una gran exposición a la fantasía durante la infancia, con creencias como que sus muñecas o peluches tenía vida propia y cuyos padres daban rienda suelta o gratificaban de alguna forma sus fantasías y sueños.
Este tipo de personalidad es más presente en hijos/as únicos/as y es muy probable que se dé en aquellos que además posean alguna condición como autismo o síndrome de Asperger.[cita requerida]
Otra característica muy común es el hecho de que estas personas suelen formarse muchas expectativas que muy rara vez llegan a concretarse, lo cual los puede llevar a estados depresivos debido a la frustración al no poder llevarlas a cabo. Muchas veces se formulan objetivos utópicos.[cita requerida]